# Vyšný Tvarožec
Vyšný Tvarožec este o comună slovacă, aflată în districtul Bardejov din regiunea Prešov. Localitatea se află la altitudinea de 495 m deasupra n.m., se întinde pe o suprafață de 8,21 km2 și în 2017 număra 124 de locuitori. Se învecinează cu Nižný Tvarožec și Cigeľka.

## Istoric
Localitatea Vyšný Tvarožec este atestată documentar din 1414.

## Demografie
| An:                | 1994 | 2004   | 2014   | 2024 |
| ------------------ | ---- | ------ | ------ | ---- |
| Număr de persoane: | 133  | 135    | 122    | 122  |
| Diferență:         |      | +1,50% | −9,62% | +0%  |

| An:                | 2023 | 2024   |
| ------------------ | ---- | ------ |
| Număr de persoane: | 124  | 122    |
| Diferență:         |      | −1,61% |